# ライフアルバム
『ライフアルバム』は、いきものがかりのメジャー2作目のオリジナル・アルバム。2008年2月13日にCDで発売。発売元はエピックレコードジャパン。

## 概要
- 前作『桜咲く街物語』から約11ヶ月ぶりに発売されたオリジナルアルバムで、初回仕様限定盤は「スペシャル12面パノラマフォトシート（吉岡聖恵による描き下ろしイラスト入り）」「8thシングル「花は桜 君は美し」とのW購入プレゼント応募券」が封入され、購入者先着特典として「いきものカード003」が封入されている。
- 「夏空グラフィティ/青春ライン」から「花は桜 君は美し」までのシングルA面曲4曲にボーナストラックである「茜色の約束」のアコースティックバージョンを含む全13曲が収録されており、ボーナストラックを除く12曲中1 - 6曲目がメジャーデビュー後に製作された曲、7 - 12曲目はインディーズ時代の曲をアレンジしたものとなっているが、これについて水野は「たまたま」、吉岡は「全くの偶然」と語っている。また、メジャーデビュー後の作品では初めて吉岡が作詞に参加した曲が収録されているほか、アルバム曲にタイアップが付かなかったのは本作のみとなっている。
- オリコンチャートで初登場2位を記録し、シングル・アルバム通じて初のTOP3入りを果たした。

## 収録曲
| #         | タイトル                          | 作詞               | 作曲      | 編曲                   | 時間  |
| --------- | --------------------------------- | ------------------ | --------- | ---------------------- | ----- |
| 1.        | 「Good Morning」                  | 水野良樹           | 水野良樹  | 島田昌典               | 5:51  |
| 2.        | 「茜色の約束」                    | 水野良樹           | 水野良樹  | 島田昌典               | 4:52  |
| 3.        | 「夏空グラフィティ」              | 水野良樹           | 水野良樹  | 江口亮                 | 4:18  |
| 4.        | 「青春ライン」                    | 水野良樹           | 水野良樹  | 江口亮                 | 3:35  |
| 5.        | 「@miso soup」                    | 山下穂尊           | 山下穂尊  | 中村太知               | 4:20  |
| 6.        | 「ソプラノ」                      | 山下穂尊           | 山下穂尊  | 島田昌典               | 5:52  |
| 7.        | 「花は桜 君は美し」               | 水野良樹           | 水野良樹  | 渡辺善太郎             | 4:24  |
| 8.        | 「ちこくしちゃうよ」              | 山下穂尊、吉岡聖恵 | 山下穂尊  | 西川進                 | 4:13  |
| 9.        | 「心一つあるがまま」              | 山下穂尊           | 山下穂尊  | mugen                  | 5:19  |
| 10.       | 「ニセモノ」                      | 山下穂尊           | 山下穂尊  | 西川進                 | 5:39  |
| 11.       | 「東京猿物語」                    | 水野良樹           | 水野良樹  | 中村太知               | 5:22  |
| 12.       | 「月とあたしと冷蔵庫」            | 山下穂尊、吉岡聖恵 | 山下穂尊  | いきものがかり、江口亮 | 5:50  |
| 13.       | 「茜色の約束 -acoustic version-」 | 水野良樹           | 水野良樹  | 中村太知               | 5:16  |
| 合計時間: | 合計時間:                         | 合計時間:          | 合計時間: | 合計時間:              | 64:54 |

## 曲解説
- 初回仕様限定盤・通常盤共通収録。既発曲（シングル収録曲）の解説は各収録作品を参照のこと。

1. Good Morning
  - 作詞・作曲：水野良樹 / 編曲：島田昌典

東京で暮らす女性が離れ離れになった恋人のことを思い出しながら朝を過ごす様子が描かれる楽曲で、「KIRA★KIRA★TRAIN」の実質的な続編ともとれる内容となっている。なお、この曲のアウトロは「KIRA★KIRA★TRAIN」のアウトロとほぼ同じである。
2. 茜色の約束
  - 作詞・作曲：水野良樹 / 編曲：島田昌典

7thシングル。
3. 夏空グラフィティ
  - 作詞・作曲：水野良樹 / 編曲：江口亮

6thシングル「夏空グラフィティ/青春ライン」の1曲目。
4. 青春ライン
  - 作詞・作曲：水野良樹 / 編曲：江口亮

6thシングル「夏空グラフィティ/青春ライン」の2曲目。
5. @miso soup
  - 作詞・作曲：山下穂尊 / 編曲：中村太知
6. ソプラノ
  - 作詞・作曲：山下穂尊 / 編曲：島田昌典

メンバーはこの曲をアルバムの中でも重要な位置にあるとしており、収録の際に唯一録り直しが行われたという。
「失恋」がテーマとなっており、2番サビに登場する「遮るようにも聞こえた四文字」の「四文字」の部分をライブでは「さよなら」に変えて歌うことがある。
後にベストアルバム『いきものばかり〜メンバーズBESTセレクション〜』にも収録された。
7. 花は桜 君は美し
  - 作詞・作曲：水野良樹 / 編曲：渡辺善太郎

8thシングル。
8. ちこくしちゃうよ
  - 作詞：山下穂尊、吉岡聖恵 / 作曲：山下穂尊 / 編曲：西川進

インディーズアルバム『人生すごろくだべ。』収録曲をリアレンジした曲。
吉岡が厚木の自宅から海老名高校に通学していた時代の経験が元になっており、歌詞に「SAKURA」と同様に「大橋」が登場する。
後にベストアルバム『いきものばかり〜メンバーズBESTセレクション〜』にも収録された。
9. 心一つあるがまま
  - 作詞・作曲：山下穂尊 / 編曲：mugen

7thシングル「茜色の約束」のカップリング曲。
インディーズ時代から歌われており、当初はデビュー曲の候補にも挙がっていた。
10. ニセモノ
  - 作詞・作曲：山下穂尊 / 編曲：西川進

「嘘や偽りに満ちた世界」について歌われる。
11. 東京猿物語
  - 作詞・作曲：水野良樹 / 編曲：中村太知

音頭調の曲で、最初と最後に流れる祭りの喧騒の中で聞こえる屋台の売り声は水野が演じている。
ライブでは後に発売された「気まぐれロマンティック」同様に吉岡が観客と一緒に振り付けを披露しながら歌うのが恒例となっている。
12. 月とあたしと冷蔵庫
  - 作詞：山下穂尊、吉岡聖恵 / 作曲：山下穂尊 / 編曲：江口亮・いきものがかり

インディーズアルバム『人生すごろくだべ。』収録曲をリアレンジした曲で、メジャーデビュー後に発表した楽曲でメンバーが編曲に参加した数少ない楽曲のひとつである[1]。
吉岡がノートに書いていた2、3行程度の詩に山下が曲と歌詞を付け加えたものである。
後にベストアルバム『いきものばかり〜メンバーズBESTセレクション〜』にも収録された。
13. 茜色の約束 -acoustic version-
  - 作詞・作曲：水野良樹 / 編曲：中村太知

ボーナストラックで、7thシングル「茜色の約束」のアコースティック・バージョン。

## 演奏
- 吉岡聖恵：Vocal&Background Vocal
- 水野良樹：
  - Electric Guitar,Acoustic Guitar&Background Vocal
  - Takoyakiya (#11)
- 山下穂尊：Acoustic Guitar,Harmonica&Background Vocal
- 島田昌典：
  - Piano (#1.2.6)
  - Organ (#1.6)
  - Mellotron (#2)
  - Programming (#1.2.6)
- スティング宮本：Bass (#1.6)
- 秋山浩徳：Guitar (#1.6)
- 河村智康：Drums&Tambourine (#1.2.6)
- 美久月千晴：Bass (#2)
- 狩野良昭：Guitar (#2)
- 弦一徹ストリングス：Strings (#2.6)
- 江口信夫：Drums (#3.8.10)
- 有賀啓雄：Bass (#3)
- 古川昌義：Guitar (#3)
- 斎藤有太：Electric Piano,Organ (#3)
- 江口亮：
  - Electric Guitar (#3)
  - Guitar (#12)
  - Programming (#3.4.12)
- ターキー (GO!GO!7188)：Drums (#4)
- 角谷翔平：Bass (#4)
- 和田勉：Electric Guitar (#4)
- 野間康介：Keyboards (#4)
- 宮川剛：Drums (#5.11)
- 坂井秀彰：Percussion (#5.11.13)
- 永井健二郎：Bass (#5.11)
- 五十嵐慎一：Piano,Organ (#5.11)
- 加藤正朗とフォークな仲間たち：Acoustic Guitar (#5)
- いきものがかりと愉快な仲間たち：
  - Clap (#5)
  - 掛け声 (#11)
- 中村太知：Guitar&Programming (#5.11.13)
- 平岡正也 (BOO BEE BENZ)：Drums (#7)
- 沖山優司：Bass (#7)
- 酒井ミキオ：Piano (#7)
- 渡辺善太郎：Guitar,Tambourine&Programming (#7)
- 金原千恵子ストリングス：Strings (#7)
- スティーヴ エトウ：Percussion (#8.10)
- eji：Organ,Keyboards (#8.10)
- 中山信彦：Manipulation (#8.10)
- 西川進：Guitar,Bass,Programming (#8.10)
- 原治武：Drums (#9)
- 川崎哲平：Bass (#9)
- 菅原潤子：Guitar (#9)
- mugen (牛田弦太)：Keyboards&Programming (#9)
- 吉田佳史 (TRICERATOPS)：Drums (#12)
- 西部好範：Percussion (#12)
- 山口寛雄：Bass (#12)
- 星加.F.健児：Slide Guitar (#12)
- 佐野宏晃：Piano (#12)
- 玉田豊夢：Drums (#13)
- 山田裕之：Bass (#13)
- 紺野紗衣：Piano,Organ,Kenban Harmonica (#13)